# Имелля-Покровка
Имелля-Покровка — упразднённое село в Кувандыкском городском округе Оренбургской области. На момент упразднения входило в состав сельского поселения Совхозно-Саринский сельсовет. Исключено из учётных данных в 2001 году.

## География
Располагалось в истоке реки Имелля, в 14 км к северо-западу от поселка Новосаринский.

## История
Основано в 1884 году на землях Усерганской волости Орского уезда. По одним сведениям, первопоселенцами были старообрядцы из Преображенского завода, по другим, это были русские и украинцы из Воронежской и Харьковской губерний. Последние жители выехали из села в 1990 г.
Официально упразднено 31 августа 2001 года согласно Закону Оренбургской области от 22 августа 2001 года.

## Население
По данным на 1930 год в селе проживало 366 человек, основное население — русские.

## Известные уроженцы, жители
- Чикризов, Андрей Иванович (род. 1923) — комбайнёр, Герой Социалистического Труда.